# Тупей
Тупе́й (фр. toupet — «пучок волос») — взбитый хохол на голове, устаревший термин в парикмахерском деле.
Тупеем в XVIII веке называлась причёска с довольно высоко взбитым надо лбом валиком и зачёсанными назад волосами. Тупей вошёл в моду в России во второй половине XVIII века. Пожилые люди носили тупей до начала XIX века. Тупей — также подушка из естественных волос или искусственных волокон, подкладываемая в причёску для придания ей высоты. Тупейными художниками раньше называли парикмахеров.